# El jardín de invierno
El jardín de invierno, es un libro del uruguayo Antonio Larreta. 
Publicado en 2002 por Ediciones de la Plaza.

## Reseña
«El jardín de invierno». Libro autobiográfico del artista, escritor, crítico y actor Antonio Larreta, que relata sus años de infancia en el hogar de la calle Sarandí 528, Montevideo (actualmente con protección patrimonial).
Se describen recuerdos, la muerte de su madre, la historia de esta familia acomodada, unido a historias del Uruguay de antaño. Cuenta al final con fotografías familiares. En diciembre de 2012 estuvo en la lista de los diez libros más vendidos en Uruguay.